# آق‌سو، سین‌کیانگ
شهر آق‌سو (به اویغوری: ئاقسۇ شەھىرى)(به چینی: 阿克苏市، به پین‌یین: Ākèsū Shì) مرکز ولایت آق‌سو و شهر در سطح شهرستان در این ولایت در در منطقه خودمختار سین‌کیانگ در غرب کشور جمهوری خلق چین است.

## خصوصیات
مساحت حوضهٔ مدیریت شهر آق‌سو ۱۴٬۴۵۰ کیلومترمربع و جمعیت آن در سال ۲۰۲۰ تعداد ۷۱۵٬۳۱۹ نفر بوده‌است.

## جمعیت
| ترکیب قومیتی شهر آق‌سو | ترکیب قومیتی شهر آق‌سو | ترکیب قومیتی شهر آق‌سو | ترکیب قومیتی شهر آق‌سو | ترکیب قومیتی شهر آق‌سو |
| --------------------- | --------------------- | --------------------- | --------------------- | --------------------- |
| قومیت                 | قومیت                 |                       | درصد                  | درصد                  |
| اویغور                | اویغور                |                       | ۵۵٫۱٪                 | ۵۵٫۱٪                 |
| هان                   | هان                   |                       | ۴۳٫۲٪                 | ۴۳٫۲٪                 |
| هوئی                  | هوئی                  |                       | ۰٫۶٪                  | ۰٫۶٪                  |
| مغول                  | مغول                  |                       | ۰٫۱٪                  | ۰٫۱٪                  |
| منجو                  | منجو                  |                       | ۰٫۱٪                  | ۰٫۱٪                  |
| قرقیز                 | قرقیز                 |                       | ۰٫۱٪                  | ۰٫۱٪                  |
| سایر                  | سایر                  |                       | ۰٫۸٪                  | ۰٫۸٪                  |
| منبع سرشماری جمعیت :  |                       |                       |                       |                       |

## تاریخچه
«ولایت اونسو» در سال ۱۹۰۲ میلادی، به مرکزیت اونسو تاسیس شد.
در آوریل ۱۹۱۳ میلادی، مرکز ولایت از اونسو به آق‌سو منتقل شد و نام آن به «ولایت آق‌سو» تغییر کرد.
در سال ۱۹۳۰، با جدا شدن از شهرستان آق‌سو، شهرستان آوات تاسیس شد.
در ماه مه ۱۹۵۸، شهرستان اونسو منحل شده و در شهرستان آق‌سو ادغام شد.
در سال ۱۹۶۲ میلادی، شهرستان اونسو از شهرستان آق‌سو جدا شده و دوباره تاسیس شد.
در ماه اوت ۱۹۸۳، شهرستان آق‌سو به «شهر در سطح شهرستان» آق‌سو ارتقاء یافت.
در ژانویه سال ۲۰۰۴، با جدایی از اراضی تحت مدیریت شهر آق‌سو، شهر آرال به عنوان شهر وابسته به بینگتوان و «شهر تابع مستقیم منطقه خودمختار» تاسیس شده، از تابعیت ولایت آق‌سو در آمده، و مستقیما در تابعیت اداری منطقه خودمختار سین‌کیانگ قرار گرفت. 
در اکتبر سال ۲۰۰۵، قصبه توقای از شهر آق‌سو جدا شده و به شهر آرال پیوست.
در ژانویه سال ۲۰۱۳، اراضی از شهر آق‌سو به مساحت ۸۰۲ کیلومتر مربع، اراضی از شهرستان آوات به مساحت ۴۷۴ کیلومتر مربع، و اراضی از شهرستان کلپین به مساحت ۶۲ کیلومتر مربع، از تابعیت ولایت آق‌سو در آمده و ضمیمهٔ شهر آرال شدند.